# Biatló als Jocs Olímpics d'hivern de 2006 - relleus per equips femenins
Als Jocs Olímpics d'Hivern de 2006 celebrats a la ciutat de Torí (Itàlia) es disputà una prova de biatló femenina en format de relleus que, unida a la resta de proves, configurà el programa oficial dels Jocs. Les biatletes, quatre per cada equip, havien d'esquiar 6 quilòmetres disparant dues vegades, una dreta i una altra estirada. Cada error en els tirs comportà una penalització de 150 metres d'esquí de fons.
La prova es disputà el dia 23 de febrer de 2006 a les instal·lacions esportives de Cesana San Sicario. Hi participaren un total de 72 biatletes de 18 comitès nacionals diferents.

## Medaller
| Or                                                                           | Argent                                                              | Bronze                                                                              |
| RússiaAnna Bogaliy · Svetlana Ishmouratova · Olga Zaitseva · Albina Akhatova | AlemanyaMartina Glagow · Andrea Henkel · Katrin Apel · Kati Wilhelm | FrançaDelphyne Peretto · Florence Baverel-Robert · Sylvie Becaert · Sandrine Bailly |

## Resultats
| Posició | CON                                                                                    | Penalització         | Temps                                     |
| ------- | -------------------------------------------------------------------------------------- | -------------------- | ----------------------------------------- |
| 1       | Rússia · Anna Bogaliy · Svetlana Ishmouratova · Olga Zaitseva · Albina Akhatova        | 0+2 0+1 0+0          | 1:16:12.5 19:06.3 18:56.2 19:06.8 19:03.2 |
| 2       | Alemanya · Martina Glagow · Andrea Henkel · Katrin Apel · Kati Wilhelm                 | 1+8 0+3 0+2 1+3 0+0  | 1:17:03.2 19:18.8 19:15.9 19:45.5 18:43.0 |
| 3       | França · Delphyne Peretto · Florence Baverel-Robert · Sylvie Becaert · Sandrine Bailly | 0+8 0+3 0+1 0+2      | 1:18:38.7 20:46.5 19:02.6 19:50.2 18:59.4 |
| 4       | Belarús · Iekaterina Ivanova · olga Nazarova · Ludmilla Ananko · Olena Zubrilova       | 0+8 0+2 0+4 0+1      | 1:19:19.6 19:33.0 19:45.8 19:53.9 20:06.9 |
| 5       | Noruega · Tora Berger · Liv Grete Poirée · Gunn Margit Andreassen · Linda Tjorhom      | 1+13 1+4 0+2 0+3 0+4 | 1:19:34.4 20:28.1 18:43.2 20:32.0 19:51.1 |
| 6       | Eslovènia · Teja Gregorin · Andreja Mali · Dijana Grudicek · Tadeja Brankovič          | 1+11 0+0 0+1 0+4 1+6 | 1:19:55.7 19:45.2 20:09.8 19:44.5 20:16.2 |
| 7       | Polònia · Krystyna Palka · Magdalena Gwizdon · Katarzyna Ponikwia · Magdalena Grzywa   | 0+8 0+3 0+2 0+0      | 1:20:29.3 20:11.1 19:39.3 20:15.5 20:23.4 |
| 8       | Bulgària · Pavlina Filipova · Radka Popova · Irina Nikoultchina · Iekaterina Dafovska  | 3+14 0+0 1+3 1+6 1+5 | 1:20:38.7 19:17.7 20:43.1 20:27.2 20:10.7 |
| 9       | R.P. de la Xina · Kong Yingchao · Sun Ribo · Yin Qiao · Liu Xianying                   | 2+13 0+0 1+5 1+4 0+4 | 1:21:43.7 19:51.1 20:41.5 20:55.3 20:15.8 |
| 10      | Eslovàquia · Anna Murinova · Marcela Pavkovcekova · Martina Halinarova · Sona Mihokova | 1+10 0+3 0+6 0+4     | 1:25:01.4 21:19.3 20:57.9 21:39.9 21:04.3 |
| 11      | Ucraïna · Oksana Khvostenko · Olena Petrova · Nina Lemesh · Lilia Efremova             | 3+14 0+0 0+2 2+6 1+6 | 1:21:55.5 20:14.2 19:36.7 21:37.5 20:27.1 |
| 12      | Itàlia · Michela Ponza · Saskia Santer · Nathalie Santer · Katja Haller                | 3+9 0+0 0+2 2+6 1+6  | 1:22:42.7 19:22.7 20:38.3 22:01.1 20:40.6 |
| 13      | Txèquia · Katerina Holubcova · Lenka Faltusova · Magda Rezlerova · Zdenka Vejnarova    | 1+12 0+1 0+6 1+4     | 1:24:14.8 20:47.3 20:34.8 21:23.6 21:29.1 |
| 14      | Romania · Dana Elena Plotogea · Eva Tofalvi · Mihaela Purdea · Alexandra Rusu          | 3+18 0+6 0+3 2+5 1+4 | 1:25:13.3 21:26.7 19:38.1 22:09.8 21:58.7 |
| 15      | Estats Units · Rachel Steer · Tracey Barnes · Rachel Steer · Carolyn Treacy            | 0+11 0+4 0+2 0+3     | 1:25:20.3 20:31.1 22:07.0 21:21.7 21:20.5 |
| 16      | Japó · Tomomi Otaka · Kanae Meguro · Tamami Tanaka · Ikuyo Tsukidate                   | 4+14 2+5 0+2 1+4 1+3 | 1:26:09.0 23:21.2 19:58.5 21:21.3 21:28.0 |
| 17      | Canadà · Zina Kocher · Sandra Keith · Martine Albert · Marie Pierre Parent             | 1+10 0+1 0+3 0+2 1+4 | 1:26:21.3 20:24.3 21:32.8 21:25.2 22:47.4 |
| 18      | Letònia · Madara Liduma · Anzela Brice · Linda Savlaka · Gerda Krumina                 | 2+11 0+3 0+1 2+6     | 1:26:21.3 19:35.8 20:57.9 22:07.3 23:40.3 |